# Анс-ла-Рей (приход)
Анс-ла-Рей (англ. Anse la Raye Quarter) — один из одиннадцати приходов (единица административно-территориального деления) государства Сент-Люсия. Расположен на западном побережье острова. Площадь 31 км², население 6 247 человек (2010), в основном рыбаки и сельскохозяйственные рабочие. Административный центр прихода — город Анс-ла-Рей — расположенный в 20 минутах езды от столицы страны Кастри, имеет координаты 13°55′ с. ш. 61°01′ з. д..